# Psicoradio
Psicoradio è una testata radiofonica di Bologna nata nel 2006, frutto della collaborazione tra il Dipartimento di Salute Mentale dell'Azienda Usl di Bologna e l'associazione Arte e Salute Onlus che si occupa dei “temi della mente”: di quasi tutto, quindi, ma da un punto di vista che si può definire “psi”.
La redazione è composta da tirocinanti selezionati tramite la normativa del "tirocinio finalizzato all'inclusione sociale" che vivono o hanno convissuto con il disagio psichico e lo conoscono in prima persona, collaborando insieme a tutor professionisti del mondo della comunicazione, i quali monitorano il lavoro collettivo per realizzare, dirigere e scrivere quello che va in onda ogni settimana.
Il lavoro culturale contro gli stereotipi, contro lo stigma che circonda la malattia psichica, è uno degli obiettivi principali di Psicoradio che basa il suo lavoro sulla convinzione che in alcuni pazienti psichiatrici l'intelligenza, la sensibilità ed i talenti vengono nascosti, ma non annullati dal disturbo mentale. È dunque possibile risvegliare queste componenti fondamentali della personalità con una formazione in grado di riattivare capacità, saperi, curiosità, stimoli intellettuali, per favorire un processo di reinserimento nel lavoro e nella vita. Come dichiara la sua direttrice la professoressa Maria Cristina Lasagni dell'Università di Lugano, “non si tratta di arte terapia, che ha obiettivi e metodi diversi; si tratta di formazione professionale in campo culturale e artistico. Poco a poco la persona smette di identificarsi solo con la sua malattia, e comincia a sentirsi redattore radiofonico”.
.
Il lavoro giornalistico di Psicoradio è stato riconosciuto a livello nazionale nel 2009 con il “Premio Città di Sasso Marconi”, legato qualità della comunicazione.
I programmi prodotti da Psicoradio vanno in onda 2 volte alla settimana: sul circuito nazionale Radio Popolare, e a Bologna su Radio Città del Capo, che partecipa al progetto di formazione. È la prima volta che trasmissioni progettate e realizzate da pazienti psichiatrici vanno in onda su un network nazionale, facendo parte della normale programmazione. Dal 2011 ha sede e studi a Bologna, in via Pepoli 5, negli ambienti dell'ex manicomio Roncati. Nei primi sei anni di attività la redazione ha realizzato più di 550 messe in onda, 220 trasmissioni nazionali, circa 20 trasmissioni per altre testate e 20 trasmissioni in diretta.

## Attività
Dal 2008 tiene lezioni-incontro alla Facoltà di Scienze della comunicazione dell'Università di Bologna.
Dal 2008 al 2011 collabora con Asterisco Radio, la radio ufficiale dei Mondiali antirazzisti, realizzando trasmissioni in diretta durante la manifestazione. Nello stesso anno è radio ufficiale di "Bandiere di Maggio", rassegna teatrale dei Dipartimenti di Salute Mentale dell'Emilia Romagna, conduce e modera una serie di incontri e iniziative dedicate al tema della salute mentale, e realizza la ricerca “Follia scritta”, un'analisi sull'uso delle parole del disagio psichico nei titoli di 8 quotidiani, in collaborazione con Ordine dei Giornalisti di Bologna, l'Università di Bologna, e l'Università della Svizzera italiana. In seguito a questa ricerca organizza anche un convegno dove espone i risultati della ricerca e organizza un dibattito con i rappresentanti dei mezzi di comunicazione..
Ad Aprile 2009 è Media Partner del Festival internazionale di arte contemporanea di Faenza. Successivamente Psicoradio è stata oggetto di un videodocumentario trasmesso su Sky. Dal 2010 partecipa al Forum della salute mentale di Trieste realizzando dirette radiofoniche per Radio Città del Capo e collaborando alla diretta che chiude la riunione annuale delle radio della salute mentale, rilanciata da diverse trasmissioni tra cui “Caterpillar” di Massimo Cirri.
Sempre nel 2010 la redazione ha elaborato un documento contro la modifica della legge 180 (cosiddetta “Legge Basaglia”) in discussione alla Camera: il documento ha raccolto l'adesione di oltre 140 associazioni di familiari e pazienti, ed è stata la base per una conferenza stampa organizzata con le associazioni e con l'Unasam (Unione nazionale associazioni salute mentale).
Nel 2011 ha realizzato un documentario radiofonico su Justin Fashanu
Nel novembre dello stesso anno Psicoradio organizza nella sua sede di Bologna un incontro nazionale che coinvolge tutte le realtà radiofoniche che si occupano di salute mentale
Nel 2012 Psicoradio realizza un documentario radiofonico in collaborazione con l'associazione di promozione sociale Pubblico Bene su "Casa Zacchera", a Sadurana , una alternativa agli OPG in Emilia-Romagna, che raccoglie persone provenienti dall'Ospedale Psichiatrico Giudiziario, e le coinvolge in percorsi di riabilitazione in una comunità con le porte aperte.
Nel 2013 Psicoradio in collaborazione con "Cercare oltre” e Istituto Minguzzi organizza un incontro per sensibilizzare la politica e l'informazione nei confronti dei malati psichiatrici.
Nello stesso anno la redazione è stata a Roma per portare la propria esperienza all'incontro "Parlare civile". Un'iniziativa dell'agenzia di stampa Redattore Sociale, dedicata ai giornalisti

## Riconoscimenti
Nel 2007 Psicoradio è stata premiata al concorso nazionale “l'Anello debole--radio tv cinema contro l'esclusione sociale” con una menzione d'onore.
Nel 2009 Psicoradio ha vinto come miglior programma radiofonico dell'anno il “Premio Città di Sasso Marconi”, riconoscimento legato qualità della comunicazione. Nelle edizioni precedenti il premio era stato attribuito a Fahrenheit e Caterpillar.